# Einstellung des Strafverfahrens (Deutschland)
Die Einstellung des Strafverfahrens bedeutet im Strafverfahrensrecht Deutschlands die Verfahrensbeendigung bei Offenhalten der Schuldfrage.
Die Unschuldsvermutung besteht fort. Auch eine Zustimmung des Beschuldigten zur Einstellung bedeutet nach herrschender Meinung kein Schuldeingeständnis. Es erfolgt zumindest im Grundsatz keine Eintragung im Bundeszentralregister (§ 4 BZRG).
Eine Einstellung des Verfahrens kommt in jedem Stadium des Erkenntnisverfahrens in Betracht. Sie kann bereits während des Ermittlungsverfahrens durch die Staatsanwaltschaft erfolgen. Eine Einstellung des Verfahrens ist auch nach Eröffnung des Hauptverfahrens durch Gerichtsbeschluss möglich (§ 205, § 206a, § 206b StPO) sowie durch Urteil am Ende der Hauptverhandlung (Einstellungsurteil, § 260 Abs. 3 StPO).
Zudem kann man unterscheiden zwischen Fällen, in denen das Verfahren zwingend eingestellt werden muss und Fällen, in denen das Verfahren eingestellt werden kann.

## Ablehnung der Einleitung eines Ermittlungsverfahrens
Viele Ermittlungsverfahren werden schon „eingestellt“, bevor sie überhaupt eingeleitet werden: Den Ermittlungsbehörden wird bei der Annahme eines Anfangsverdachts nach § 152 Abs. 2 StPO ein weiter Beurteilungsspielraum eingeräumt.
Die Häufigkeit wird nicht statistisch erfasst.
Ermittlungen, die gleichwohl vorab angestellt werden, werden „Vorermittlungen“ oder „Initiativermittlungen“ genannt, Vorermittlungsverfahren oder Initiativermittlungsverfahren. Es gibt kritische Stimmen, die die Zulässigkeit bezweifeln.
Die entsprechenden Verfahren bekommen (je nach Bundesland) trotzdem ein Js-Aktenzeichen oder ein AR-Aktenzeichen, die Staatsanwaltschaft vermerkt dann, meist bereits mit der ersten Prüfung, intern „Ablehnung der Einleitung eines Ermittlungsverfahrens § 152 Abs. 2 StPO“.
Typisch sind dann Texte an den Anzeige-Erstatter wie der folgende:

„Den von Ihnen zur Anzeige gebrachten Sachverhalt habe ich geprüft,

jedoch von der Einleitung strafrechtlicher Ermittlungen abgesehen.
[…]
Ein Ermittlungsverfahren leitet die Staatsanwaltschaft nur dann ein,

wenn zureichende tatsächliche Anhaltspunkte für die Begehung einer verfolgbaren Straftat vorliegen (§ 152 StPO).

Ich habe daher gemäß § 152 Abs. 2 StPO von der Einleitung eines Ermittlungsverfahrens gegen den Beschuldigten abgesehen.“

„Gemäß §§ 152 Abs. 2, 160 Abs. 1 StPO leitet die Staatsanwaltschaft nur dann ein förmliches Ermittlungsverfahren ein,

wenn zureichende tatsächliche Anhaltspunkte für Straftaten vorgetragen oder sonst ersichtlich sind. […]

Nach alledem besteht gegen den Angezeigten kein Anfangsverdacht einer Straftat,

weshalb ich gemäß § 152 Abs. 2 i.V.m. § 170 Abs. 2 StPO davon abgesehen habe,

ein förmliches Ermittlungsverfahren einzuleiten.“

Wird der Anfangsverdacht nicht bejaht, erfolgt auch keine Meldung an die ZStV, Zentrales Staatsanwaltschaftliches Verfahrensregister.

## Zwingende Einstellung
Bieten die Ermittlungen genügenden Anlass zur Erhebung der öffentlichen Klage, so muss die Staatsanwaltschaft Anklage erheben, andernfalls stellt sie das Verfahren ein (§ 170 StPO).
Die Staatsanwaltschaft muss das Verfahren gemäß § 170 Abs. 2 StPO einstellen, wenn kein hinreichender Tatverdacht vorliegt. Dies wird mit den Anforderungen an die Eröffnung des Hauptverfahrens durch das Gericht gem. § 203 StPO gleichgesetzt. Der Verdachtsgrad hinreichender Tatverdacht wird daher so verstanden, dass die vorgeworfene Tat in der Hauptverhandlung mit Wahrscheinlichkeit bewiesen werden kann und „mit Verurteilung zu rechnen ist“.
Der hinreichende Tatverdacht kann aus tatsächlichen oder rechtlichen Gründen fehlen.

### Tatsächliche Gründe
Als tatsächliche Gründe für einen fehlenden hinreichenden Tatverdacht kommen in Frage:
- Mangel an Beweisen bzw. an verwertbaren[23] Beweisen, also solchen, die von keinem Beweisverwertungsverbot betroffen sind.
- Der Täter kann nicht ermittelt werden.

### Rechtliche Gründe
Auch rechtliche Gründe können einer Verurteilung entgegenstehen:
- Das vorgeworfene Verhalten ist nicht tatbestandsmäßig.[19] Der Fall ist relativ selten, da dann meist bereits kein Anfangsverdacht vorliegt und ein Ermittlungsverfahren gar nicht erst aufgenommen wird.
- Das Verhalten des Täters ist gerechtfertigt oder entschuldigt.[23]
- Es liegen nicht behebbare[23] Verfolgungshindernisse vor, z. B. fehlt der erforderliche Strafantrag,[24] bei echten Antragsdelikten ist die Antragsfrist abgelaufen, es besteht absolute Strafunmündigkeit (§ 19 StGB) oder die Tat ist verjährt. Stirbt der Beschuldigte bzw. Angeklagte, ist das Verfahren durch förmlichen Einstellungsbeschluss mit einer Entscheidung über die Kostenpflicht zu beenden.[25] War der Angeklagte im Zeitpunkt seines Todes bereits rechtskräftig verurteilt, ist eine Wiederaufnahme des Verfahrens zwecks Freisprechung zulässig (§ 361, § 371 StPO). Wenn dagegen nur ein vorübergehendes Verfahrenshindernisses besteht, kommt auch nur eine vorübergehende Einstellung des Verfahrens in Frage, etwa bei vorübergehender Verhandlungsunfähigkeit (§ 154f StPO).[24]

## Einstellung aus Opportunitätsgründen

### Regelungen in der Strafprozessordnung
Die Strafverfolgung in Deutschland unterliegt grundsätzlich dem Legalitätsprinzip, wonach die Staatsanwaltschaft verpflichtet ist, wegen aller verfolgbaren Straftaten einzuschreiten, sofern zureichende tatsächliche Anhaltspunkte vorliegen (§ 152 Abs. 2 StPO). Die Ausnahme wird als Opportunitätsprinzip bezeichnet, wonach die Behörden in bestimmten Fällen nach pflichtgemäßem Ermessen entscheiden dürfen, ob sie eine Straftat verfolgen oder nicht. Einstellungen nach dem Opportunitätsprinzip benötigen besondere Rechtsgrundlagen. Das Opportunitätsprinzip ermöglicht es, die begrenzten Kapazitäten der Strafverfolgung auf den Kernbereich der Kriminalität zu konzentrieren.
Die einschlägigen Vorschriften für die Einstellung des Verfahrens aus Opportunitätsgründen sind insbesondere die §§ 153 ff. StPO, die an jeweils eigene tatbestandliche Voraussetzungen anknüpfen. Die praktisch bedeutsamsten sind:
- Absehen von Strafverfolgung wegen Geringfügigkeit bei Vergehen (Bagatelldelikten) – im Regelfall mit Zustimmung des Gerichts vor Anklageerhebung bzw. Zustimmung der Staatsanwaltschaft und des Angeschuldigten nach Anklageerhebung (§ 153 StPO)
- Einstellung des Verfahrens wegen eines Vergehens bei Erfüllung von Auflagen und Weisungen durch die Staatsanwaltschaft mit Zustimmung des Gerichts vor Anklageerhebung bzw. durch das Gericht mit Zustimmung der Staatsanwaltschaft und des Angeschuldigten nach Anklageerhebung (§ 153a StPO).[27][28] Inwieweit der Verdacht eines Verbrechens zuvor ausgeräumt sein muss, ist zwischen Literatur und Rechtsprechung umstritten.[29]
- Absehen von der Verfolgung einer unwesentlichen Nebenstraftat insgesamt (§ 154 StPO); Wiederaufnahme nur mit Gerichtsbeschluss (§ 154 Abs. 5 StPO)
- Absehen von der Verfolgung abtrennbarer Teile der prozessualen Tat oder einzelner von mehreren Gesetzesverletzungen, die durch dieselbe Tat begangen sind (Beschränkung der Strafverfolgung) (§ 154a StPO)[30]

Außerdem gibt es noch die Nichterhebung der öffentlichen Klage bei Absehen von Strafe nach § 153b StPO, die Nichtverfolgung von Auslandstaten gem. § 153c StPO sowie das Absehen von Strafverfolgung bei Straftaten nach dem Völkerstrafgesetzbuch (§ 153f StPO) mit gegenüber der Nichtverfolgung von Auslandstaten eingeschränktem Ermessen, das Absehen von Strafverfolgung bei politischen Straftaten (§ 153d StPO) und bei tätiger Reue (§ 153e StPO), die Einstellung bei Auslieferung und Landesverweisung (§ 154b StPO), das Absehen von der Verfolgung zugunsten des Opfers einer Nötigung, Erpressung oder eines Menschenhandels (§ 154c StPO), die Einstellung wegen Nicht-Entscheidung einer zivil- oder verwaltungsrechtlichen Vorfrage (§ 154d StPO) sowie die vorübergehende Einstellung während der Anhängigkeit eines Straf- oder Disziplinarverfahrens wegen falscher Verdächtigung oder Beleidigung (§ 154e StPO).
Die Richtlinien für das Strafverfahren und das Bußgeldverfahren (RiStBV) enthalten im Allgemeinen Teil ermessenslenkende Vorschriften insbesondere für die weisungsgebundenen Staatsanwaltschaften zur praktischen Anwendung der §§ 153 ff. StPO. In einer allgemeinen Abteilung werden ca. 75–80 % aller Verfahren eingestellt.
Das Verfahren kann auch noch in der Hauptverhandlung nach §§ 153 ff. StPO eingestellt werden.

### Regelungen in weiteren Gesetzen

#### Ordnungswidrigkeitengesetz
Wie ein Strafverfahren kann ein Bußgeldverfahren mangels hinreichenden Tatverdachts eingestellt werden (§ 46 OWiG in Verbindung mit § 170 Abs. 2 StPO).
Die Verfolgung von Ordnungswidrigkeiten steht im Ermessen der Ordnungsbehörden (§ 47 Abs. 1 Satz 1 OWiG). Erscheint daher die Ahndung mit einer Geldbuße nicht erforderlich, erfolgt die Einstellung gem. § 47 Abs. 1 OWiG. Nach Einspruch des Betroffenen können Staatsanwaltschaft und Gericht das Verfahren gem. § 69 Abs. 4 bzw. § 72 Abs. 3 OWiG aus Gründen der Opportunität einstellen.
Eine Einstellung gegen Zahlung eines Geldbetrag zugunsten einer gemeinnützigen Einrichtung oder der Staatskasse (vgl. § 153a StPO) kommt gem. § 47 Abs. 3 OWiG hingegen nicht in Betracht, da sich vor allem bei einer Verkehrsordnungswidrigkeit niemand „freikaufen“ können soll.
Insbesondere im Zusammenhang mit Verkehrsunfällen kann die Staatsanwaltschaft ein Strafverfahren einstellen und an die Verwaltungsbehörde abgeben, wenn Anhaltspunkte dafür vorhanden sind, dass die Tat als Ordnungswidrigkeit verfolgt werden kann (§ 43 OWiG).

#### Betäubungsmittelgesetz und Cannabisgesetze
Staatsanwaltschaft und Gericht können von der Verfolgung eines Vergehens nach § 29 BtMG absehen und das Verfahren einstellen, wenn die Schuld des Täters als gering anzusehen wäre, kein öffentliches Interesse an der Strafverfolgung besteht und der unerlaubte Verkehr mit Betäubungsmitteln über den Eigenverbrauch in geringer Menge nicht hinausgeht (§ 31a BtMG).
Die Staatsanwaltschaft weist aber regelmäßig darauf hin, dass sich der Täter strafbar gemacht hat. Das spielt für weitere Verfahren insofern eine Rolle, als eine wiederholte Einstellung nach § 31 a BtMG nicht in Betracht kommt.
Ähnliche Regelungen besteht in § 35a Konsumcannabisgesetz und § 26a Medizinal-Cannabisgesetz.

#### Abgabenordnung
Die Anklagebehörde (Finanzbehörde oder Staatsanwaltschaft, vgl. 386 Abs. 4 AO) kann das Steuerstrafverfahren wegen des Vorwurfs der Steuerhinterziehung, Steuerhehlerei oder der Begünstigung einer Person, die eine Steuerhinterziehung, Steuerhehlerei oder einen Bannbruch begangen hat, nach § 398 AO wegen Geringfügigkeit einstellen, wenn nur eine geringwertige Steuerverkürzung eingetreten ist oder nur geringwertige Steuervorteile erlangt sind.
Liegt für eine strafbefreiende Selbstanzeige ein Sperrgrund vor, kann das Verfahren gem. § 398a AO auch bei schwereren Vergehen eingestellt werden, wenn der Täter die hinterzogenen Steuern samt Zinsen sowie einen bestimmten Geldbetrag an die Staatskasse entrichtet. Anders als bei § 153a StPO bedarf es für die Einstellung keiner Zustimmung des Gerichts und keiner Ermessenausübung.

#### Jugendgerichtsgesetz
Neben den Einstellungsmöglichkeiten in der Strafprozessordnung gibt es im Jugendstrafrecht weitere Möglichkeiten der Verfahrensbeendigung ohne Gerichtsurteil, wenn die erzieherische Einwirkung im Rahmen einer Diversion gemäß §§ 45, 47 JGG sichergestellt ist. Dennoch erfolgt in diesen Fällen eine Eintragung im Erziehungsregister (§ 60 Abs. 1 Nr. 7 BZRG) und kann bei weiteren Taten negative Berücksichtigung finden, obwohl eine Schuldfeststellung gerade nicht erfolgt.
Die Staatsanwaltschaft kann im Ermittlungsverfahren ein Verfahren wegen Geringfügigkeit gem. § 45 Abs. 1 JGG einstellen. Bei Vorrang erzieherischer Maßnahmen wird das Verfahren gem. § 45 Abs. 2 JGG eingestellt, gegenüber geständigen Tätern und unter Mitwirkung des Gerichts nach § 45 Abs. 3 JGG.
Nach Anklageerhebung kann das Gericht das Verfahren in entsprechender Anwendung des § 45 JGG mit Zustimmung des Staatsanwalts einstellen, außerdem, wenn der Angeklagte mangels Reife strafrechtlich nicht verantwortlich ist (§ 47 Abs. 1 Nr. 4 JGG).
Die Vorschriften über die Diversion gem. §§ 45, 47 JGG ersetzen für das Jugendstrafverfahren die Vorschriften der § 153, § 153a StPO. Diese sind daher – nach h.M. – nicht nebeneinander anwendbar.

## Rechtsbehelfe

### Anzeige-Erstatter
Die Staatsanwaltschaft ist verpflichtet, dem Antragsteller bzw. Anzeigenerstatter einen Bescheid zuzusenden (Justizverwaltungsakt), auch wenn er nicht Verletzter/Geschädigter/Opfer ist, auch wenn kein Anfangsverdacht besteht („zureichende tatsächliche Anhaltspunkte“ (§ 152 StPO)). Es sind im Bescheid die sachlichen Gründen mitzuteilen. Bei unzulässiger (z. B. grob beleidigender) Anzeige ist eben deren Unzulässigkeit zu bescheiden. Es gibt nur die Möglichkeit der Dienstaufsichtsbeschwerde zur vorgesetzten Staatsanwaltschaft und bei negativem Ausgang weitere Dienstaufsichtsbeschwerde zum Justizministerium.
Dagegen stehen dem Geschädigten weitergehende Rechte zu:

### Geschädigter

#### Einstellung mangels hinreichenden Tatverdachts
Gegen einen Einstellungsbescheid gem. § 171 StPO kann der Verletzte einer Straftat im Klageerzwingungsverfahren vorgehen. Dazu muss er zunächst gem. § 172 Abs. 1 StPO eine sogenannte Vorschaltbeschwerde zur Generalstaatsanwaltschaft einlegen. Sodann kann der Verletzte gegen eine ablehnende Entscheidung der Generalstaatsanwaltschaft (diese entscheidet durch „Bescheid“) eine gerichtliche Entscheidung des gem. § 172 IV StPO zuständigen Oberlandesgerichts über die Erhebung der öffentlichen Klage beantragen. Hatte die Staatsanwaltschaft entweder überhaupt nicht oder nur unzureichend ermittelt, kann er auch ein Ermittlungserzwingungsverfahren anstrengen.
Da die Einstellung mangels hinreichenden Tatverdachts keine Rechtskraft entfaltet, tritt kein Strafklageverbrauch ein. Das Verfahren könnte deshalb jederzeit wieder aufgenommen werden. Solche Fälle sind aber praktisch selten.

#### Einstellung mangels öffentlichen Verfolgungsinteresses
Wird die Verfolgung eines Privatklagedelikts mangels öffentlichen Interesses an der Strafverfolgung eingestellt (§ 376, § 374 StPO) und der Verletzte auf den Weg der Privatklage verwiesen, so steht ihm gegen diese Entscheidung weder die Beschwerde noch ein Klageerzwingungsverfahren offen. Er kann nur das Privatklageverfahren gem. §§ 374 ff. StPO betreiben.

#### Einstellung aus Gründen der Opportunität
Das Absehen von der Verfolgung wegen Geringfügigkeit ist nicht förmlich anfechtbar (§ 153 Abs. 2 Satz 4 StPO). Möglich ist jedoch eine formlose Gegenvorstellung oder Dienstaufsichtsbeschwerde wegen fehlerhaften Ermessensgebrauchs der Staatsanwaltschaft.
Bei Erfüllung der gem. § 153a StPO auferlegten Auflagen und Weisungen kann die Tat nicht mehr als Vergehen verfolgt werden (§ 153a Abs. 1 Satz 5 StPO). Bereits die vorläufige Einstellung gem. § 153a Abs. 1 Satz 1 StPO ist nicht anfechtbar.
Auch eine Einstellung gem. §§ 154, 154a StPO kann von dem Geschädigten nicht angefochten werden. Die vorläufige Teileinstellung durch das Gericht bedarf zur Wiederaufnahme der Strafverfolgung eines Gerichtsbeschlusses (§ 154 Abs. 5 StPO). Nach § 154a StPO von der Strafverfolgung ausgenommene Tatteile oder Gesetzesverletzungen können jederzeit in das noch anhängige Verfahren wieder einbezogen werden (§ 154a Abs. 3 StPO).

### Staatsanwaltschaft
Lehnt das Gericht die Eröffnung des Hauptverfahrens ab oder verweist es das Verfahren abweichend von dem Antrag der Staatsanwaltschaft an ein Gericht niederer Ordnung, kann die Staatsanwaltschaft gegen den Gerichtsbeschluss sofortige Beschwerde einlegen (§ 210 Abs. 2 StPO).

## Kosten
Soweit die Eröffnung eines Hauptverfahrens abgelehnt oder das Verfahren eingestellt wird, fallen die Auslagen der Staatskasse und die notwendigen Auslagen des Angeschuldigten bzw. Betroffenen grundsätzlich der Staatskasse zur Last (§ 467 Abs. 1 StPO, § 46 OWiG). Eine abweichende Kostenentscheidung, etwa nach § 467 Abs. 2 StPO bedarf einer ausdrücklichen Begründung durch das Gericht.

## Statistik
Im Jahr 2015 wurden in Deutschland von insgesamt 5 Mio. Verfahren
- 28 % ohne Auflage eingestellt,
- 27 % gemäß § 170 Abs. 2 StPO eingestellt, davon 75–90 % weil die Tatbegehung nicht nachweisbar war,[50]
- 11 % durch Antrag auf Erlass eines Strafbefehls erledigt.
- 9 % angeklagt.[51]
- 4 % mit Auflage eingestellt,
- 4 % auf den Weg der Privatklage verwiesen.[52]

2013 wurden 6 Millionen Fälle polizeilich registriert (ohne Verkehrsdelikte). Für 3,3 Millionen bzw. 54 % wurde ein Tatverdächtiger ermittelt, nach Ausfilterung von Mehrfachtätern verbleiben 2,1 Mio. Tatverdächtige, davon waren 3–4 % noch nicht strafmündig, von den verbliebenen Ermittlungsverfahren endeten
- 530.000 mit Antrag auf Erlass eines Strafbefehls,
- 430.000 Einstellung wegen Geringfügigkeit (§153 Absatz 1 StPO)
- 330.000 Einstellung als unwesentliche Nebenstraftat (§154 Absatz 1 StPO)
- 750.000 durch Aburteilung,

davon 600.000 verurteilt, davon 38.000 zu unbedingter Freiheits- oder Jugendstrafe ohne Bewährungsstrafe.

## Kritik
Die Einstellungsoptionen nach §§ 153 ff. StPO sind Ausnahmen vom Legalitätsprinzip, das die Strafverfolgungsbehörde verpflichtet, bei Erlangung der Kenntnis einer Straftat ein Ermittlungsverfahren zu eröffnen und bei hinreichendem Tatverdacht Anklage zu erheben. Sie dienen dagegen dem Opportunitätsprinzip, das ebenfalls zu den allgemeinen Prinzipien des deutschen Strafverfahrens gehört. Es soll der Staatsanwaltschaft erlauben, sich auf Taten mit schwererer Schuld und größerem öffentlichen Verfolgungsinteresse zu konzentrieren. Kritisiert wird aber, dass die Einstellung aus Opportunitätsgründen zu einer Gefährdung der Gleichheit vor dem Strafgesetz (Art. 3 Abs. 1 Grundgesetz) führen kann. Wenn die Staatsanwälte keine genauen Vorgaben für die Ausübung ihres Ermessens haben, könnte bei vergleichbaren Taten nämlich einmal eingestellt und in einem anderen Fall verfolgt werden. Im Wesentlichen gleiche Sachverhalte würden unterschiedlich behandelt.

## Prominente Beispiele
Im August 2014 wurde das Verfahren gegen Bernie Ecclestone wegen Bestechung und Untreue in einem besonders schweren Fall gegen Zahlung einer Geldauflage zu Gunsten der bayerischen Staatskasse in Höhe von 100 Millionen US-Dollar (etwa 75 Millionen Euro) in der Hauptverhandlung nach § 153a StPO eingestellt. Auch der zweite Mannesmann-Prozess wegen Untreue endete für Josef Ackermann mit einer Einstellung nach § 153a StPO, ebenso die Hauptverhandlung nach dem ICE-Unfall von Eschede. Die Ermittlungen gegen Helmut Kohl in der CDU-Spendenaffäre endeten im Februar 2001 gegen Zahlung einer Geldauflage in Höhe von 300.000 DM wegen geringer Schuld mit der Einstellung des Verfahrens. Das Verfahren gegen Sebastian Edathy wegen des Besitzes kinderpornografischer Filme und Bilder im Jahr 2015 wurde durch das Landgericht Verden nach § 153a StPO gegen Zahlung von 5000 € zugunsten des Kinderschutzbundes eingestellt. Christian Wulff hingegen lehnte ein Angebot der Staatsanwaltschaft, das Ermittlungsverfahren wegen Vorteilsnahme einzustellen, ab. Er wurde in der Hauptverhandlung im Februar 2014 freigesprochen. Gegen den Beschluss des Landgerichts Duisburg, wegen des Unglücks bei der Loveparade 2010 kein Hauptverfahren zu eröffnen, legte die Staatsanwaltschaft erfolgreich Beschwerde ein. Am 4. Mai 2020 wurde bekannt, dass das Verfahren gegen die letzten drei Angeklagten (allesamt Lopavent-Mitarbeiter) eingestellt wird. Das Landgericht begründete dies u. a. mit den zu erwartenden Einschränkungen wegen der COVID-19-Pandemie und der bevorstehenden Verjährung Ende Juli. Die Verfahren gegen Mitarbeiter der Stadt Duisburg und einem weiteren Lopavent-Mitarbeiter waren bereits Anfang 2019 ohne Auflagen eingestellt worden.